# اندیس مرمریت سندماکو (علی اکبر دهقانپور)
مرمریت سندماکو (علی اکبر دهقانپور) یک اندیس مصالح ساختمانی است که در استان آذربایجان غربی قرار دارد و مادهٔ معدنی موجود در آن، مرمریت است. سنگ میزبان این اندیس سنگهای آهکی است و دیرینگی آن به دوران پرمین می‌رسد.